# دان: تعقیب دوباره آغاز می‌شود
 دان: تعقیب دوباره آغاز می‌شود نام یک فیلم هندی اکشن به کارگردانی فرهان اختر ساخت سال ۲۰۰۶ است. این فیلم دومین قسمت مجموعه فیلم‌های دان و یک بازسازی از قسمت اول آن دان ۱۹۷۸ با بازی آمیتاب باچان می‌باشد. این فیلم در ۲۰ اکتبر ۲۰۰۶ اکران شد و در جشنواره بین‌المللی فیلم برلین به نمایش درآمد؛ و پاسخ‌های مختلفی گرفت. همچنین در باکس‌آفیس موفق بود و لقب پرفروش را در هند و بلاک باستر را در خارج هند دریافت کرد. قسمت بعدی این فیلم به نام دان۲: تعقیب ادامه می‌یابد که در سال ۲۰۱۱ ساخته شد هم از نظر تجاری و هم انتقادی موفق‌تر از قسمت قبلش بود.

## داستان
در سال ۲۰۰۶، تجارت مواد مخدر در مالزی رونق زیادی دارد. ادارهٔ مبارزه با مواد مخدر مالزی از همکاران هندی‌اش به سردستگی دسیلوا (بومان ایرانی) کمک می‌گیرند که او و مالک (اوم پوری) می‌خواهد عملیات قاچاق یک قاچاقچی به نام سینگانیا را متوقف کنند. آن دو می‌دانند که برای دستگیری سینگانیا باید وفادارترین متحد او، دان (شاهرخ خان)رادستگیر کنند. دان مرد خطرناکی است که حتی یکی از افراد خودش به نام رامش را که می‌خواست بدون اطلاع دان گروه او را رها کند کشت. نامزد رامش کامینی (کارینا کاپور) می‌خواهد انتقام او را بگیرد اما دان او را هم می‌کشد. خواهر رامش، رما (پریانکا چوپرا) که پلیس است، با این دروغ که پلیس برای قتل به دنبال اوست وارد گروه دان می‌شود
و نقشه دارد او را بکشد تا انتقام بگیرد.
دارودستهٔ دان متشکل از آنیتا (ایشا کوپیکار) دوست دختر او و نارانگ (پاوان ملهوترا) است. آن ها
به منظور تجارت مواد مخدر به هند می‌روند و دسیلوا و گروهش آن‌ها را تعقیب می‌کنند. در یک درگیری با
پلیس، دان زخمی می‌شود و دسیلوا این موضوع را پنهان می‌کند. او پیش مردی که از نظر چهره همشکل دان
(ویجی) است می‌رود و از او می‌خواهد تا به عنوان دان به گروه او وارد شود تا بتوان آن ها را دستگیر
کرد. ویجی پس از اینکه از دسیلوا قول می‌گیرد که دیپو (پسری که مراقب اوست) را به یک مدرسهٔ خوب بفرستد، مأموریت را می‌پذیرد. در همین حال پدر واقعی دیپو، جاسجیت (آرجون رامپال) از زندان آزاد
می‌شود و می خواهد دسیلوا را بکشد. چون هنگامیکه او مجبور بود برای محافظت از همسر و پسرش در مقابل یک
گروه تبهکار جرمی مرتکب شود، دسیلوا او را دستگیر کرده و در نتیجه او همسرش را از دست داده بود.
ویجی به همان بیمارستانی که دان در آن است برده می‌شود و طی عمل جراحی تمام زخم‌های دان را روی بدن
اوهم ایجاد می‌کنند. اما ناگهان دان به دلیل نارسایی قلبی می‌میرد و ویجی (به عنوان دان) وارد گروه
می‌شود. او وانمود می‌کند حافظه اش را از دست داده‌ است تا در ورد دان اطلاعات به دست بیاورد. این گروه دیسکی دارد که شامل حیاتی‌ترین اطلاعات آنهاست. ویجی موافقت می‌کند این را به دسیلوا بدهد.
رما هم با او می‌رود و سعی می‌کند ویجی را (که فکر می‌کرد همان دان است) بکشد. دسیلوا سر می‌رسد و
توضیح می‌دهد که او دان نیست. بعداً او سینگانیا را پیدا کرده و او را می‌کشد. ویجی و اعضای گروه همه توسط مالک دستگیر می‌شوند و دسیلوا هم در یک انفجار بمب کشته می‌شود و دیگر کسی نیست که ثابت کند ویجی، دان نیست. او فرار می‌کند و تصمیم می‌گیرد دیسکی را که به دسیلوا داده بود برای اثبات بیگناهی اش پیدا کند.
جاسجیت همچنان دنبال پسرش است و مشخص می‌شود دیسک دست اوست. او یک تلفن دریافت می‌کند که در آن از
او می‌خواهند برای گرفتن پسرش دیسک را تحویل دهد. در ملاقات، مشخص می‌شود دسیلوا زنده و نام اصلی اش وردان است که رقیب قدیمی دسیلوا بوده‌است. جاسجیت با پسرش فرار می‌کند و رما وویجی را می‌بیند و موضوع را توضیح می‌دهد. مالک نقشه می‌کشد تا وردان را دستگیر کند. روز بعد، جاسجیت به بهانهٔ تحویل دیسک با وردان ملاقات می‌کند و ویجی با وردان مبارزه می‌کند و درنهایت وردان دستگیر می‌شود و
ویجی شدیداً مجروح می‌شود و می خواهند او را به بیمارستان ببرند. قبل از رفتن، رما علاقه اش به او را
اعتراف می‌کند و ویجی می‌گوید: "من گربه‌های وحشی روخیلی دوست دارم!" و آمبولانس حرکت می‌کند. رما
به خاطر می‌آورد که در اولین ملاقاتش با دان او همین جمله را به زبان آورده‌است. مشخص می‌شود که
دان در تمام مدت زنده بوده و در بیمارستان به هوش آمده و حرف‌های دسیلوا و ویجی را شنیده است. بعد جایش را با ویجی عوض می‌کند و در واقع ویجی از نارسایی قلبی مرده بوده‌است. همچنین نشان داده می‌شود که دیسکی که دان به پلیس داده بوده‌است، جعلی می‌باشد. در انتها آنیتا و دان با هم فرار می‌کنند و می دانند نه پلیس و نه رما آنها را نمی یابند.

## بازیگران
- شاهرخ خان در نقش دان/ویجی
- پریانکا چوپرا درنقش رما
- بومان ایرانی درنقش دسیلوا/وردان
- آرجون رامپال درنقش جاسجیت
- ایشا کوپیکار درنقش آنیتا
- اوم پوری درنقش سروان مالک
- کارینا کاپور درنقش کامینی

## لیست آهنگ‌ها
| شماره# | آهنگ                      | خواننده(ها)                            | مدت   |
| ------ | ------------------------- | -------------------------------------- | ----- |
| ۱      | مه هودان (به من میگن دان) | شان                                    | ۰۵:۳۰ |
| ۲      | یه مرادل (این دل منه)     | سونیدی چوهان                           | ۰۴:۳۹ |
| ۳      | موریا ره (درود برخدا)     | شانکرماهادوان                          | ۰۵:۵۹ |
| ۴      | خایکه بن بنرسوالا         | شاهرخ خان، اودیت نارایان               | ۰۵:۲۴ |
| ۵      | آج کی رات (امشب)          | آلیشاچینوی، ماهالاکشمی نایر، سونو نیگم | ۰۶:۰۸ |
| ۶      | دان                       | شاهرخ خان                              | ۰۴:۰۷ |
| ۷      | دان رویستد                | میدیوال پوندیتز                        | ۰۴:۰۶ |
| ۸      | مه هودان (میکس)           | دی جی راندولف                          | ۰۵:۱۳ |

## باکس آفیس و نقدها
این فیلم پنجمین فیلم پرفروش سال در هند باسود ۵۱۰ میلیون روپیه شد و لقب پرفروش گرفت. همچنین با فروش ۷ میلیون دلار در خارج از هند لقب بلاک باستر گرفت و در مجموع حدود ۱۰۵ کرور فروش داشت.
نظرات منتقدین در مورد دان مخلوط بود. مایانک شکر از مومبی میررز به فیلم ۴ ستاره از ۵ می‌دهد و
از طرزعمل برخی از صحنه‌های اصلی فیلم در مقایسه با نسخهٔ قبلی انتقاد می‌کند و می پرسد چه نیازی
به بازسازی بود. و می گوید: «ما معمولاً برای فیلم‌هایی پول می‌دهیم که قبلاً ندیده‌ایم» نیکیت کاظمی
از تایمز آف ایندیا بعضی از انتخاب بازیگران را نپسندید. خالد محمد از دیلی نیوز اند آنالیز به فیلم ۲ از ۵ ستاره داد. تاران آدارش از بالیوود هنگاما ۳ از ۵ ستاره به فیلم داد و ورایتی عقیده
داشت که فیلم می‌توانست خیلی بهتر باشد.

## جوایز
- - جوایز فیلم فیر:
- نامزد جایزه فیلم‌فیر برای بهترین بازیگر مرد:شاهرخ خان
- نامزد بهترین فیلم
- نامزد بهترین موسیقی
  - آیفا اواردز:
- نامزد بهترین بازیگر مرد:شاهرخ خان
  - جوایز فیلم آسیا:
- نامزد بهترین بازیگر مرد:شاهرخ خان